# Округ Монткам (Мичиген)
Монткам (енгл. Montcalm County) је округ у америчкој савезној држави Мичиген.

## Демографија
По попису из 2010. године број становника је 63.342, што је 2.076 (3,4%) становника више него 2000. године.
| Група             | 2000.          | 2010.          |
| Белци             | 57.313 (93,5%) | 58.635 (92,6%) |
| Афроамериканци    | 1.330 (2,2%)   | 1.483 (2,3%)   |
| Азијати           | 159 (0,3%)     | 224 (0,4%)     |
| Хиспаноамериканци | 1.394 (2,3%)   | 1.932 (3,1%)   |
| Укупно            | 61.266         | 63.342         |